# 1167 Дубіаго
1167 Дубіаго  (1167 Dubiago) — астероїд головного поясу, відкритий 3 серпня 1930 року.
Тіссеранів параметр щодо Юпітера — 3,132.